# Тайны подводного мира 3D
«Тайны подводного мира 3D» (англ. Deep Sea 3D) — короткометражный документальный фильм о тайнах морских глубин.

## Сюжет
Сюжета как такового у фильма нет. Этот фильм повествует об удивительных созданиях, живущих на морском дне.

## Озвучивание
Фильм озвучивали всемирно известные актеры Джонни Депп и Кейт Уинслет